# Vilardevós
Vilardevós är en kommun i Spanien. Den ligger i provinsen Ourense i den autonoma regionen Galicien i nordvästra delen av landet, 400 km nordväst om huvudstaden Madrid. Antalet invånare är 1 662 (2024). Arean är 152,55 kvadratkilometer.